# Corticarina antipodum
Corticarina antipodum is een keversoort uit de familie schimmelkevers (Latridiidae). De wetenschappelijke naam van de soort werd in 1885 gepubliceerd door Marie Joseph Paul Belon.